# Джон Гілберт Бейкер
Джон Гілберт Бейкер — англійський ботанік останньої третини XIX — початку XX століття.

## Життєвий шлях
З 1866 до 1899 рік працював у бібліотеці та гербарії Королівських ботанічних садів в К'ю (Лондон); з 1890 до 1909 рік був хранителем цього гербарію. Бейкер був різнобічно освічений, прекрасно знав ботаніку.
Бейкер написав визначники багатьох родин, включаючи Амарилісові (Amaryllidaceae), Бромелієві (Bromeliaceae), Лілейні (Liliaceae), а також ряду Папоротеподібні (Pteridophyta).
У книзі «Flora of Mauritius and the Seychelles» (1877 рік) описав флору Маврикія та Сейшельських островів.
Бейкер був членом Королівського товариства (з 1878 року) та Лондонського Ліннєївського товариства.
У 1897 році він отримав медаль Пошани Королівського садівничого товариства, у 1899 році — золоту медаль Лондонського Ліннєївського товариства, а у 1907 році — меморіальною медаллю Віча. У 1919 році університет Лідса удостоїв його звання почесного доктора наук.
Батько ботаніка Едмунда Гілберта Бейкера (англ. Edmund Gilbert Baker, 1864–1949).

## Вшанування пам'яті
На честь Джона Гілберта Бейкера названо кілька видів рослин з епітетами bakeriana, bakeranius та bakeranium.
Серед них:
- Hieracium bakerianum
- Hymenostegia bakeriana
- Iris reticulata var. bakeriana (також відомия як Iris bakeriana)

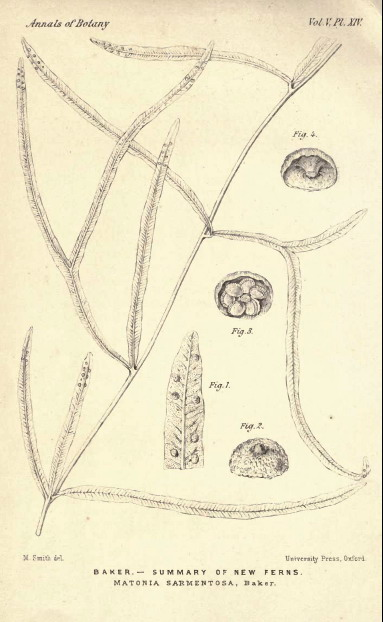
Matonia sarmentosa. Ботанічна ілюстрація з книги Бейкера A summary of the new ferns which have been discovered or described since 1874, 1892

- Lilium bakerianum
- Rhodolaena bakeriana
- Rubus bakerianus

## Праці
- A supplement to Baines' Flora of Yorkshire. London, Pamplin, 1854(англ.)
- The flowering plants and ferns of Great Britain. London, Cashs, 1855(англ.)
- A new flora of Northumberland and Durham. London, Williams & Norgate, 1868(англ.)
- A flora of the English Lake District. London, Bell, 1885(англ.)
- Handbook of the fern-allies. London, Bell & sons, 1887(англ.)
- Flora of Mauritius and the Seychelles. London, Reeve, 1877(англ.)
- Handbook of the Amaryllideae, including the Alstroemerieae and Agaveae. London, Bell & sons, 1888(англ.)
- Handbook of the Bromeliaceae. London, Bell & sons, 1889(англ.)
- Handbook of the Irideae. London, Bell & sons, 1892(англ.)
- A summary of the new ferns which have been discovered or described since 1874. Oxford, Clarendon, 1892(англ.) — Електронна версія доступна на Archive.org
- The Leguminosae of tropical Africa. Gent, Erasmus, 1926–1930(англ.)